# Medetera saxicola
Medetera saxicola är en tvåvingeart som beskrevs av Collin 1941. Medetera saxicola ingår i släktet Medetera och familjen styltflugor. Inga underarter finns listade i Catalogue of Life.